# Konstytucja weimarska
Konstytucja weimarska (niem. Weimarer Verfassung, oficjalnie niem. Die Verfassung des Deutschen Reichs – Konstytucja Rzeszy Niemieckiej) – konstytucja niemiecka z 11 sierpnia 1919 uchwalona przez rewolucyjne Zgromadzenie Narodowe. Zastąpiła Konstytucję Rzeszy Niemieckiej z 1871 r.

## Kraje związkowe
Rzesza Niemiecka po 1919 r. stała się republiką, a władza pochodziła bezpośrednio od narodu. Na obszar Rzeszy składało się 18 (początkowo 21) krajów związkowych z wyjątkiem terenów wyłączonych przez traktat wersalski. Były to:
- Anhalt
- Badenia
- Bawaria
- Brunszwik
- Brema
- Hamburg
- Hesja
- Lippe
- Lubeka
- Meklemburgia-Schwerin
- Meklemburgia-Strelitz
- Oldenburg
- Prusy
- Saksonia
- Schaumburg-Lippe
- Turyngia
- Waldeck
- Wirtembergia

Każdy z krajów miał swój sejm (Landtag), złożony z członków wybranych w pięcioprzymiotnikowych wyborach (równych, proporcjonalnych, bezpośrednich, powszechnych i tajnych), parlament, jak i rząd. W art. 6 wyliczono 20 spraw, które były w kompetencji głównych organów federacji. Były m.in. polityka finansowa, polityka zagraniczna, administracja kolonii, sprawy łączności (poczta, kolej etc.). Ustawodawstwo organów centralnych miało pierwszeństwo przed prawem krajowym, a to nie mogło być z nim sprzeczne.

## Sejm Rzeszy
Reichstag składał się z posłów wybranych przez naród w liczbie proporcjonalnej do ludności danego kraju, lecz ich liczba nie mogła przekroczyć 40%. Prawa wyborcze posiadali zarówno mężczyźni, jak i kobiety, a cenzus wieku obniżono do lat 20. Miał obowiązek zbierania się minimum co roku, na żądanie prezydenta lub 1/3 posłów. Jego kadencja trwała 4 lata, przy czym mógł zostać rozwiązany przez prezydenta. Posiadał inicjatywę ustawodawczą, jak i wyznaczał kierunek polityce rządu, który kontrolował.

## Prezydent Rzeszy
Prezydent Rzeszy (niem. Reichspräsident) wybierany był przez naród na 7-letnią kadencję w wyborach powszechnych. Mógł nim zostać każdy Niemiec, który ukończył 35 lat. Prezydent reprezentował państwo na zewnątrz, zawierał w imieniu Rzeszy traktaty, przyjmował ambasadorów, mianował kanclerza (szefa rządu) oraz na jego wniosek ministrów, był zwierzchnikiem sił zbrojnych, podpisywał i ogłaszał ustawy oraz posiadał prawo łaski. Mógł rozwiązać Reichstag jednak tylko raz jeden z tego samego powodu (art. 25). Wszystkie rozporządzenia prezydenta wymagały kontrasygnaty kanclerza lub odpowiedniego ministra. Był odpowiedzialny konstytucyjnie, jak i mógł zostać odwołany poprzez referendum ludowe na wniosek 2/3 posłów. Zwoływał obrady parlamentu. Mógł zawiesić prawa obywatelskie po powiadomieniu parlamentu (słynny art. 48).

## Rząd Rzeszy
Rząd Rzeszy (niem. Reichsregierung) składał się z kanclerza i ministrów. Rząd musiał uzyskać poparcie parlamentu, był przed nim odpowiedzialny politycznie i konstytucyjnie. Wytyczne jego polityki określał kanclerz.

## Rada Rzeszy
Kraje związkowe reprezentowane były w Radzie Rzeszy (Reichsrat) przez członków swoich rządów. Każdy posiadał jeden głos. Więksi członkowie 1 delegata na 1 milion mieszkańców, przy czym nie można było przekroczyć 40% liczby głosów w celu uniknięcia dominacji jednego z krajów. Rada jako taka nie posiadała prawa inicjatywy ustawodawczej. Składane były do niej projekty ustaw przez rządy krajowe, a ta przekazywała je do Sejmu. Posiadała weto zawieszające. Mogło zostać odrzucone kwalifikowaną większością 2/3 głosów Reichstagu. Miała być kontynuacją Rady Związkowej działającej w II Rzeszy. W rzeczywistości posiadała o wiele mniejsze znaczenie. Konstytucja nie zawierała dokładnego opisu zadań i kompetencji, przez co jej rola znacznie zmalała w porównaniu do pierwowzoru.

## Sądownictwo
Został utworzony Najwyższy Trybunał Rzeszy w celu rozwiązywania sporów między członkami federacji.
Każdy z krajów członkowskich miał prawo do posiadania własnego sądownictwa.

## Po roku 1933
Po przejęciu władzy w Niemczech przez NSDAP i objęciu urzędu kanclerza przez Adolfa Hitlera 30 stycznia 1933 w dalszym ciągu formalnie obowiązywała konstytucja weimarska. Faktycznie stała się ona jednak w znacznej mierze martwą literą poprzez wydanie szeregu sprzecznych z konstytucją, zarówno pod względem sposobu ich wydania, jak i materii, aktów prawnych. Po pożarze Reichstagu w nocy z 27 na 28 lutego 1933 prezydent Paul von Hindenburg wydał 28 lutego 1933 na podstawie art. 48 konstytucji weimarskiej dekret O ochronie narodu i państwa (niem. Zum Schutz von Volk und Staat), zawieszający „czasowo” (jak się później okazało – bezterminowo) podstawowe prawa obywatelskie określone w art. 114, 115, 117, 118, 124 i 153 konstytucji, sankcjonując prawnie w ten sposób prześladowanie opozycji politycznej NSDAP. 23 marca 1933, przy absencji aresztowanych posłów komunistycznych i socjaldemokratycznych, Reichstag przyjął większością konstytucyjną „Ustawę o pełnomocnictwach” (niem. Ermächtigungsgesetz), oznaczającą w praktyce przekazanie Hitlerowi pełni władzy, gdyż ta ustawa konstytucyjna pozwalała rządowi Hitlera na uchwalanie ustaw bez względu na brzmienie Konstytucji i bez konieczności uzyskiwania każdorazowej zgody Reichstagu. Ograniczenia były czysto formalne (zakaz likwidowania instytucji Reichstagu, Rady Rzeszy, rządu i prezydenta) i wkrótce zlekceważone: Radę Rzeszy rozwiązano 14 lutego 1934, wkrótce po ustawie „O przebudowie Rzeszy” (niem. Gesetz über den Neuaufbau des Reichs) z 30 stycznia 1934, która zniosła federacyjny ustrój terytorialny państwa, likwidując odrębność ustrojową krajów związkowych Rzeszy i przekształcając je w zwykłe jednostki administracyjne państwa unitarnego, a po śmierci Hindenburga 2 sierpnia tego roku, na mocy uchwalonej dzień wcześniej ustawy, połączono urzędy prezydenta i kanclerza w specjalnie utworzony dla Hitlera urząd wodza i kanclerza Rzeszy (niem. Der Führer und Reichskanzler). Pozostałe wymienione instytucje obradowały coraz rzadziej: Reichstag ostatni raz 26 kwietnia 1942, rząd zaprzestał posiedzeń 5 lutego 1938 od afery Blomberga (podpisy ministrów pod uchwałami zbierano obiegiem), kluczowe decyzje kanclerz podejmował sam (czasem zlecając podpisanie ich dygnitarzom, jak szef OKW, pełnomocnik Planu Czteroletniego czy Komisarz Rzeszy Umacniania Niemczyzny).
Konstytucja weimarska nie została nigdy formalnie uchylona ani przez reżim nazistowski, ani przez alianckie prawo okupacyjne w okresie powojennej okupacji Niemiec. Stało się to dopiero wraz z utworzeniem w 1949 dwóch państw niemieckich: Republiki Federalnej Niemiec i Niemieckiej Republiki Demokratycznej. Niemniej jednak niektóre przepisy konstytucji weimarskiej obowiązują nadal. Ustawa Zasadnicza Republiki Federalnej Niemiec w art. 140 przejęła 5 artykułów konstytucji weimarskiej z 1919 r., w których uregulowano problematykę stosunków między państwem a kościołami i związkami wyznaniowymi: art. 136 (wolność wyznania), 137 (zakaz religii urzędowej), 138 (gwarancje własności związków wyznaniowych i stowarzyszeń dobroczynnych), 139 (ustawowe regulowanie dni wolnych) i 141 (gwarancja dobrowolności obrzędów religijnych w siłach zbrojnych, zakładach karnych, szpitalach i innych zakładach publicznych). Te artykuły konstytucji weimarskiej pozostają integralną częścią Ustawy Zasadniczej RFN, która obowiązuje jako konstytucja Niemiec do dnia, gdy po odzyskaniu ostatecznej wolności i jedności Niemiec naród niemiecki w drodze swobodnej decyzji przyjmie konstytucję (art. 146). Należy zatem przyjąć, że data wejścia w życie nowej niemieckiej konstytucji, której uchwalenie od 1949 zapowiadane jest w art. 146 Ustawy Zasadniczej, będzie najpóźniejszym momentem, w którym ostatecznie wygaśnie również konstytucja weimarska.